# Krakow am See
Krakow am See est une ville du Mecklembourg-Poméranie-Occidentale située dans l'arrondissement de Rostock.

## Géographie
Krakow am See est située au nord du plateau des lacs mecklembourgeois, sur la rive nord-ouest du lac de Krakow (Krakower See).

## Quartiers
- Alt Sammit
- Bellin
- Bossow
- Charlottenthal
- Groß Grabow
- Klein Grabow
- Marienhof
- Möllen
- Neu Sammit
- Steinbeck

## Histoire
Krakow am See a été mentionnée pour la première fois dans un document officiel le 21 mai 1298.

## Jumelages
- Ujście (Pologne) depuis 1996

## Personnalités liées à la commune
- Walther Bronsart von Schellendorff (1833-1914), ministre de la Guerre mort au manoir de Marienhof.
- Fritz Behn (1878-1970), sculpteur né à Klein Grabow.
- Christa Luft (1938-), femme politique, ministre de l'économie de la RDA sous le cabinet Modrow, née à Krakow am See
- Andreas Reinke (1969-), footballeur, né à Krakow am See